# Marcelo Spínola
Beato Marcelo Spínola y Maestre (San Fernando (Cádis), 14 de janeiro de 1863 – Sevilha, 20 de janeiro de 1906) foi um religioso espanhol.
Em 29 de junho de 1856, obtém a licenciatura em Direito pela Universidade de Sevilha. Estabelece um escritório de advocacia em Huelva, servindo, gratuitamente, aos pobres e exerce a advocacia até se mudar para Sanlúcar de Barrameda, quando seu pai, comandante da Marinha, é enviado para lá.
Em 1863 recebe as ordens menores das mãos do cardeal Lastra, arcebispo de Sevilla. Pouco depois é elevado ao subdiaconato e em 20 de setembro do mesmo ano, ao diaconato. É ordenando sacerdote em 21 de maio de 1864 em Sevilha.
Celebra sua primeira missa na Igreja de São Felipe Neri, em 3 de junho, durante as festividades do Coração de Jesus. Durante seus primeiros anos de sacerdócio é capelão da Igreja da Merced, em Sanlúcar de Barrameda.
É nomeado pelo cardeal Lastra pároco de São Lourenço de Sevilla, e exerce como tal desde 17 de março de 1871 até 28 de maio de 1879, em que o arcebispo Joaquín Lluch lhe nomeia cônego da Santa Igreja Catedral de Sevilha.
É consagrado bispo em Sevilha, em 6 de fevereiro de 1881. É nomeado por Leão XIII para a diocese de Coria, no Consistório de 10 de novembro de 1884. Ocupa a diocese desde 7 de março de 1885 a 5 de agosto de 1886. Depois é destinado bispo de Málaga de 16 de setembro de 1886 a 8 de fevereiro de 1896.
Chega a ser arcebispo de Sevilha, cargo que ocupa desde 11 de fevereiro de 1896 a 19 de janeiro de 1906, tendo sido nomeado cardeal pelo Papa Pio X no Consistório de 11 de dezembro de 1905.
Fundou a Congregação das Escravas do Divino Coração junto com a Serva de Deus, Madre Célia Méndez y Delgado.
Sua Santidade o Papa João Paulo II, em sua visita a Sevilha em 5 de novembro de 1982, orou ante seu sepulcro, que visitou expressamente.
Em comemoração ao centenário de sua morte e de sua companheira, Célia Méndez, uma tocha, nomeada de "Tocha Spínola" está percorrendo o mundo em todos os países onde está presente a Congregação das Escravas do Divino Coração. Saiu da Espanha e vai passar pela Argentina, Paraguai, Venezuela, Brasil, Equador, Filipinas, Japão e chegará em Angola, onde a congregação ainda está se instalando e iniciando a construção de seu primeiro colégio no lugar.

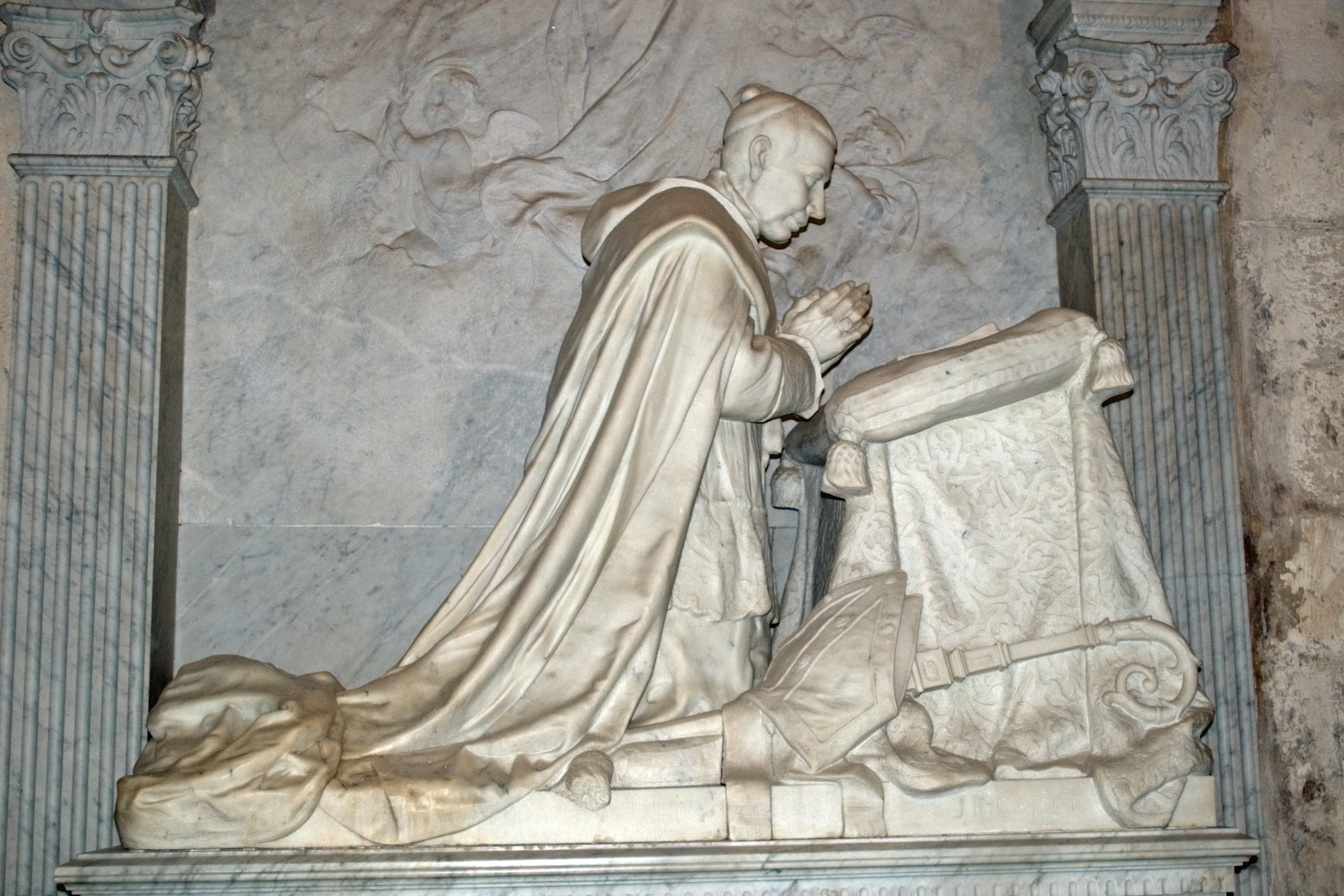
Escultura de Marcelo Spínola na Catedral de Sevilla.